# Трохименко Клим
Клим Трохи́менко (5 лютого 1898, Пекарщина — 12 травня 1979, Філадельфія) — американський маляр-примітивіст українського походження; член Об'єднання митців-українців в Америці.

## Життєпис
Народився 5 лютого 1898 в селі Пекарщині (нині Житомирський район Житомирської області, Україна). У складі Української Народної Республіки брав участь у Визвольних змаганнях за незалежність України.
З 1920-х років мешкав у Львові, де розпочав підприємницьку діяльність як купець. Згодом його прізвище фігурувало в числі найбільш авторитетних у регіоні членів Союзу українських купців. Захопився мистецтвом і його колекціюванням. Після утворення Гуртка діячів українського мистецтва став одним із меценатів українського мистецького руху в Галичині.
В роки Другої світової війни переїхав до Кракова, де зблизився із Миколою Азовським, який заохотив колишнього підприємця до занять малюванням. З 1943 року — у Німеччині, де пізніше перебував у таборах переміщених осіб. Щоб вижити, на 45 році життя почав малювати. На виставці Української спілки образотворчих митців у Мюнхені вже виставлялися два його твори, що отримали схвальні відгуки критиків.
Із 1950 року — у Сполучених Штатах Америки, де оселився у Філадельфії. Помер у Філадельфії 12 травня 1979 року. Похований на цвинтарі святого Андрія у Саут-Баунд-Бруці.

## Творчість
Працював у галузі станкового живопису, писав натюрморти, пейзажі, портрети. Його картини відзначаються спрощеними, часто ареальними формами і буйними пастозно накладеними фарбами. Мистецький доробок становить близько тисячі картин (переважно квіти). Серед робіт:
- серії «Соняшники» (1968—1971), «Мертва природа» (1967, 1971), «Дубок в осені» (1971);
- портрети Тараса Шевченка, Івана Франка, Лесі Українки (всі 1971)[6].

Влаштовував індивідуальні і брав участь у збірних виставках, серед інших у Музеї Університету Вейна в Детройті у 1960 році, у Нью-Йорку, Торонто (галерея «Фокус») у 1972 році, Мюнхені у 1971 році.
Твори зберігаються в численних колекціях Америки та Європи, зокрема у Музеї Альберта Барнса у Філадельфії, у Музеї Українського католицького університету в Римі, Пенсільванському університеті.